# Álsey
Álsey es el nombre que recibe una isla volcánica del Océano Atlántico, que pertenece al país europeo de Islandia. Es una de las 15 islas que forman el archipiélago de Vestmannaeyjar. Posee una superficie estimada en 0,25 kilómetros cuadrados, administrativamente hace parte de la región de Suðurland.